# İlkay Gündoğan
İlkay Gündoğan (in tedesco: [ˈilkaj ˈɡyndoːan]; Gelsenkirchen, 24 ottobre 1990) è un calciatore tedesco, centrocampista del Manchester City.

## Biografia
Gündoğan è nato il 24 ottobre 1990 a Gelsenkirchen da genitori turchi. Sua cugina Naz Aydemir è una pallavolista. Si sposa nel giugno del 2022 a Cassano d'Adda con la fidanzata Sara Benamira.

## Caratteristiche tecniche
Centrocampista completo, nonché jolly, è molto bravo tecnicamente, oltre che abile nell'effettuare passaggi stretti e filtranti, e ad avere una buona attitudine negli inserimenti offensivi. È un giocatore molto elegante e ha nella visione di gioco la sua arma migliore, ampliando la manovra e lanciando verso la porta i compagni. È inoltre molto bravo nella lettura della partita e nei tempi di gioco. Predilige il ruolo di centrale, ma durante la sua carriera ha ricoperto in maniera efficace tutti i ruoli del centrocampo, servendo assist ai compagni come trequartista e spezzando il gioco avversario come mediano.

## Carriera

### Club

#### Giovanili nel Bochum e passaggio al Norimberga
Proveniente dalle giovanili del Bochum, si trasferisce a soli 18 anni al Norimberga, dove il 19 settembre 2009 debutta in Bundesliga e il 20 febbraio 2010 realizza il suo primo gol, contro il Bayern Monaco. Nel 2010 un talent scout del Genoa suggerisce alla società rossoblù il suo acquisto: quando l'affare sembra ormai fatto, i liguri si tirano indietro, preferendo mettere sotto contratto Felipe Seymour.

#### Borussia Dortmund
Il 5 maggio 2011 firma un contratto quadriennale con il Borussia Dortmund. Realizza il suo primo gol con la nuova maglia il 17 dicembre 2011, nella partita vinta 4-1 contro il Friburgo. Il 20 marzo 2012 segna al 120º minuto il gol decisivo contro il Greuther Fürth, che porta il Borussia in finale. Conclude la sua prima stagione in giallo-nero con due trofei: il campionato tedesco e la coppa di Germania. Nella stagione successiva segna il gol del momentaneo 1-1, su calcio di rigore, nella finale di UEFA Champions League 2012-2013 persa per 2-1 contro il Bayern Monaco.
Inizia la stagione 2013-2014 da protagonista, con la vittoria nella Supercoppa di Germania 2013 contro il Bayern, in cui sigla il gol del momentaneo 3-1 (finirà 4-2 per il Borussia) dopo aver già causato l'autogol di Van Buyten per il 2-1. Riesce però poi a giocare solo la prima partita di campionato, perché il 14 agosto subisce un infortunio alla schiena in un'amichevole della nazionale contro il Paraguay, restando indisponibile per tutta la stagione. Il 18 ottobre 2014, quattordici mesi dopo l'infortunio, ritorna finalmente in campo nella partita di Bundesliga contro il Colonia.

#### Manchester City

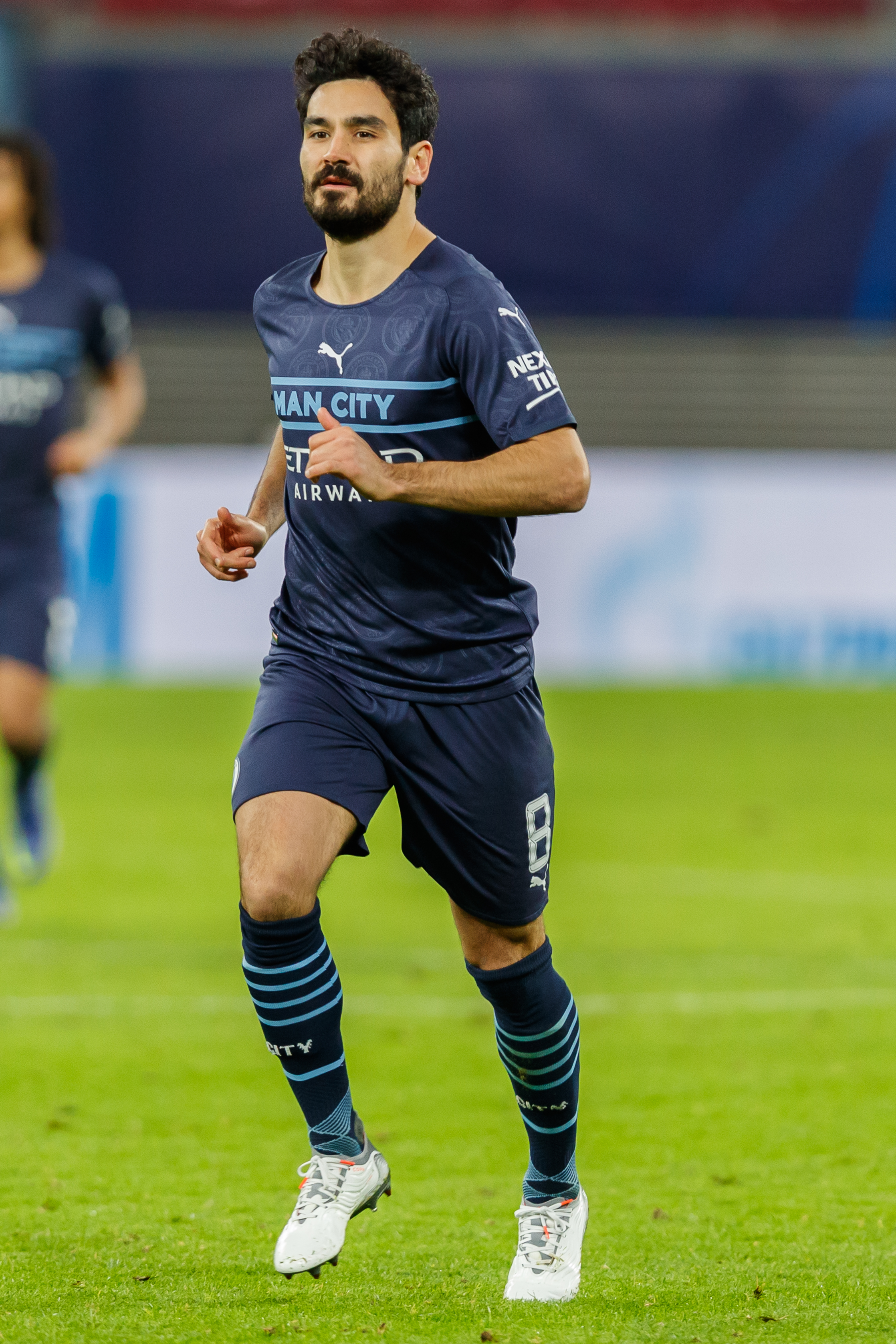
Gündogan con la maglia del nel 2021.

Il 2 giugno 2016 viene ufficializzato il suo trasferimento a titolo definitivo al Manchester City per 27 milioni di euro; il giocatore firma un contratto quadriennale. Segna il suo primo gol al debutto assoluto con la maglia dei Citizens il 17 settembre nella larga vittoria interna 4-0 contro il Bournemouth. Il 1º novembre realizza una doppietta decisiva, nella sfida interna di Champions League vinta 3-1 dal Manchester City contro il Barcellona. Il 14 dicembre 2016, nella sfida di Premier League contro il Watford subisce un grave infortunio al ginocchio destro, lesionandosi i legamenti, infortunio che lo costringerà a saltare il resto della stagione.
Nell'agosto 2019, in scadenza di contratto, rinnova fino al giugno 2023 con i Citizens.
Il 22 maggio 2022, durante l'incontro dell'ultima giornata di campionato con l'Aston Villa, il centrocampista segna da subentrato due delle tre reti (inframmezzate dal gol di Rodri) decisive per la vittoria in rimonta per 3-2 del City, che si aggiudica così il suo ottavo titolo nazionale.
Nominato capitano della squadra a partire dalla stagione 2022-2023, in seguito alla partenza di Fernandinho, Gündoğan è fra i protagonisti della vittoria del Treble da parte del gruppo guidato da Pep Guardiola: prima, contribuendo alla vittoria di un altro campionato; poi, segnando una doppietta decisiva nella finale di FA Cup contro il Manchester Utd; infine, partecipando alla vittoria della prima UEFA Champions League nella storia del club inglese, arrivata in seguito al successo per 1-0 in finale sull'Inter.

#### Barcellona
Il 26 giugno 2023, Gündoğan viene ufficialmente ingaggiato a parametro zero dal Barcellona, nella Liga, con cui firma un contratto biennale. Esordisce nella massima serie spagnola il 13 agosto successivo, nella trasferta in casa del Getafe. Il 28 ottobre segna il suo primo gol in maglia blaugrana, quello nel momentaneo vantaggio nel Clásico casalingo contro il Real Madrid, vinto poi dai madrileni per 1-2. In blaugrana rimane una sola stagione durante la quale raccoglie 51 presenze e cinque reti; nell'agosto 2024, a stagione già iniziata, lascia la squadra catalana.

#### Ritorno al Manchester City
Il 23 agosto 2024 fa ritorno al Manchester City, con cui sottoscrive un accordo annuale.

### Nazionale

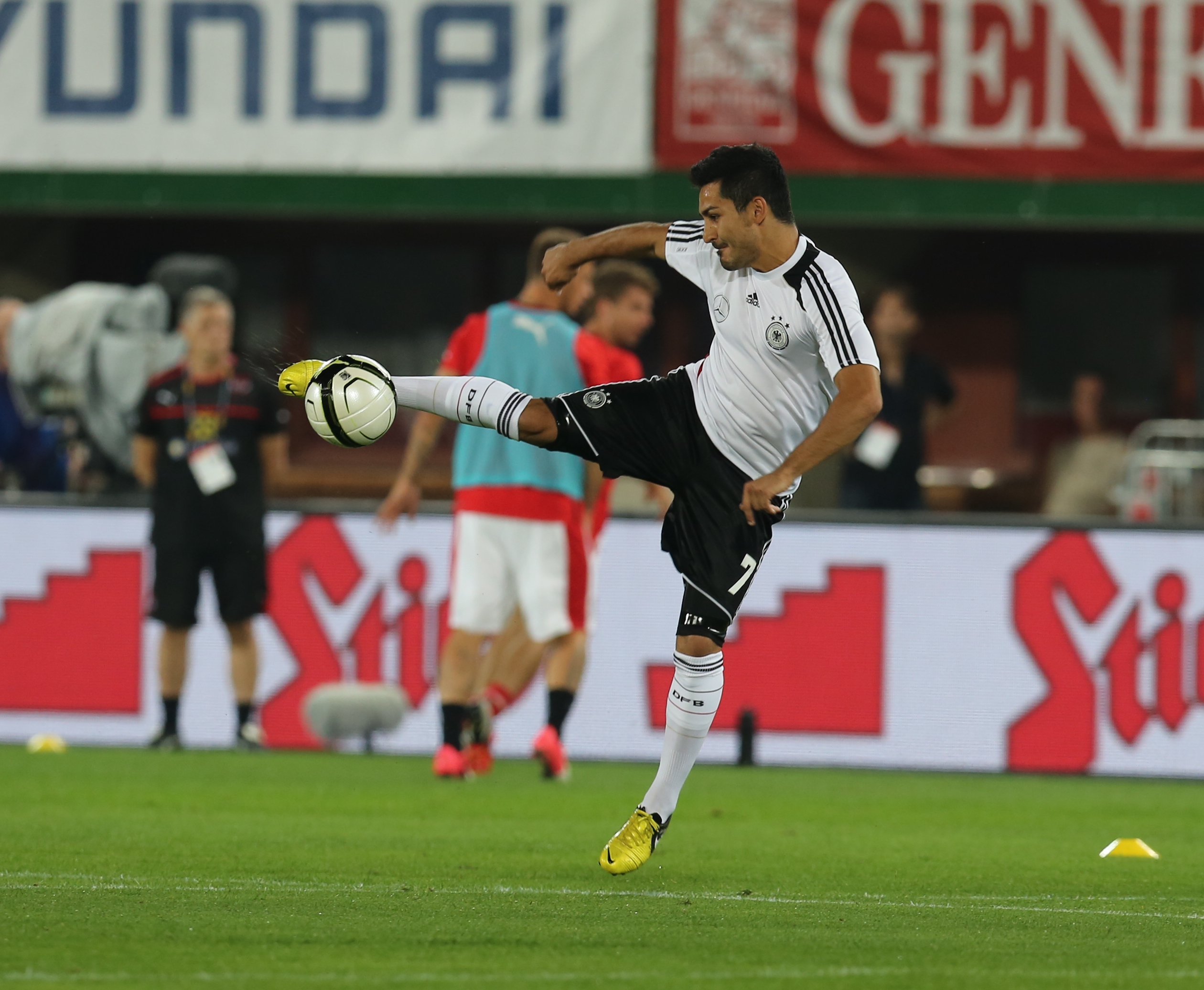
Gündoğan in azione con la maglia della Germania nel settembre 2012.

Dopo aver compiuto tutta la trafila delle nazionali giovanili tedesche, Gündoğan ha esordito con la nazionale maggiore l'11 ottobre 2011, entrando all'84º minuto al posto di Philipp Lahm, in una partita amichevole vinta dalla Germania per 3-1 in casa contro il Belgio.
Viene convocato per gli Europei 2012, in cui non gioca nessuna partita della Germania eliminata in semifinale dall'Italia.
Segna la sua prima rete con la maglia della nazionale tedesca il 27 marzo 2013, nella partita Germania-Kazakistan valida per la qualificazione ai Mondiali 2014; segnando la rete del momentaneo 3-0, la partita finirà poi 4-1 per i tedeschi.
Dopo avere saltato sia i vittoriosi Mondiali 2014 che gli Europei 2016 per infortunio, viene convocato per i Mondiali 2018, in cui gioca solo una delle tre partite dei tedeschi eliminati al primo turno.
Ottiene la convocazione anche al mondiale Qatar 2022, dove ancora una volta la Germania viene eliminata senza accedere agli ottavi di finale, questa volta Gündoğan gioca in tutte e tre le partite, segna una sola rete con un rigore trasformato nella sconfitta contro la rivelazione Giappone che vince per 2-1.
Nel 2023, complice l'infortunio accorso a Manuel Neuer, diventa il capitano della selezione teutonica.
Convocato per Euro 2024, va a segno nei gironi contro l'Ungheria (2-0). Il cammino dei tedeschi s'interrompe ai quarti di finale contro la Spagna (1-2) ai supplementari.
Il 19 agosto 2024, Gündoğan annuncia il proprio ritiro dalla nazionale tedesca, con cui ha collezionato in tutto 82 presenze e 19 reti.

## Statistiche

### Presenze e reti nei club
Statistiche aggiornate al 25 novembre 2024.
| Stagione                 | Squadra                  | Campionato               | Campionato | Campionato | Coppe nazionali | Coppe nazionali | Coppe nazionali | Coppe continentali | Coppe continentali | Coppe continentali | Altre coppe | Altre coppe | Altre coppe | Totale | Totale |
| Stagione                 | Squadra                  | Comp                     | Pres       | Reti       | Comp            | Pres            | Reti            | Comp               | Pres               | Reti               | Comp        | Pres        | Reti        | Pres   | Reti   |
| ------------------------ | ------------------------ | ------------------------ | ---------- | ---------- | --------------- | --------------- | --------------- | ------------------ | ------------------ | ------------------ | ----------- | ----------- | ----------- | ------ | ------ |
| dic. 2008                | Bochum II                | RWest                    | 2          | 1          | -               | -               | -               | -                  | -                  | -                  | -           | -           | -           | 2      | 1      |
| gen.-giu. 2009           | Norimberga               | 2.BL                     | 1          | 0          | -               | -               | -               | -                  | -                  | -                  | -           | -           | -           | 1      | 0      |
| 2009-2010                | Norimberga               | BL                       | 22+2       | 1+1        | CG              | 2               | 1               | -                  | -                  | -                  | -           | -           | -           | 26     | 3      |
| 2010-2011                | Norimberga               | BL                       | 25         | 5          | CG              | 1               | 0               | -                  | -                  | -                  | -           | -           | -           | 26     | 5      |
| Totale Norimberga        | Totale Norimberga        | Totale Norimberga        | 48+2       | 6+1        |                 | 3               | 1               |                    | -                  | -                  |             | -           | -           | 53     | 8      |
| feb. 2012                | Borussia Dortmund II     | RWest                    | 1          | 0          | -               | -               | -               | -                  | -                  | -                  | -           | -           | -           | 1      | 0      |
| 2011-2012                | Borussia Dortmund        | BL                       | 28         | 3          | CG              | 5               | 1               | UCL                | 2                  | 0                  | SG          | 1           | 0           | 36     | 4      |
| 2012-2013                | Borussia Dortmund        | BL                       | 28         | 3          | CG              | 4               | 0               | UCL                | 12                 | 1                  | SG          | 1           | 0           | 45     | 4      |
| 2013-2014                | Borussia Dortmund        | BL                       | 1          | 0          | CG              | 1               | 0               | UCL                | 0                  | 0                  | SG          | 1           | 1           | 3      | 1      |
| 2014-2015                | Borussia Dortmund        | BL                       | 23         | 3          | CG              | 4               | 0               | UCL                | 6                  | 0                  | SG          | 0           | 0           | 33     | 3      |
| 2015-2016                | Borussia Dortmund        | BL                       | 25         | 1          | CG              | 5               | 1               | UEL                | 10                 | 1                  | -           | -           | -           | 40     | 3      |
| Totale Borussia Dortmund | Totale Borussia Dortmund | Totale Borussia Dortmund | 105        | 10         |                 | 19              | 2               |                    | 30                 | 2                  |             | 3           | 1           | 157    | 15     |
| 2016-2017                | Manchester City          | PL                       | 10         | 3          | FACup+CdL       | 0               | 0               | UCL                | 6                  | 2                  | -           | -           | -           | 16     | 5      |
| 2017-2018                | Manchester City          | PL                       | 30         | 4          | FACup+CdL       | 3+6             | 0               | UCL                | 9                  | 2                  | -           | -           | -           | 48     | 6      |
| 2018-2019                | Manchester City          | PL                       | 31         | 6          | FACup+CdL       | 6+4             | 0               | UCL                | 8                  | 0                  | CS          | 1           | 0           | 50     | 6      |
| 2019-2020                | Manchester City          | PL                       | 31         | 2          | FACup+CdL       | 4+5             | 1+0             | UCL                | 9                  | 2                  | CS          | 1           | 0           | 50     | 5      |
| 2020-2021                | Manchester City          | PL                       | 28         | 13         | FACup+CdL       | 4+2             | 1+0             | UCL                | 12                 | 3                  | -           | -           | -           | 46     | 17     |
| 2021-2022                | Manchester City          | PL                       | 27         | 8          | FACup+CdL       | 4+1             | 2+0             | UCL                | 10                 | 0                  | CS          | 1           | 0           | 43     | 10     |
| 2022-2023                | Manchester City          | PL                       | 31         | 8          | FACup+CdL       | 3+3             | 2+0             | UCL                | 13                 | 1                  | CS          | 1           | 0           | 51     | 11     |
| 2023-2024                | Barcellona               | PD                       | 36         | 5          | CR              | 3               | 0               | UCL                | 10                 | 0                  | SS          | 2           | 0           | 51     | 5      |
| 2024-2025                | Manchester City          | PL                       | 31         | 1          | FACup+CdL       | 0+1             | 0               | UCL                | 5                  | 2                  | CS+Cmc      | 0+1         | 0+2         | 38     | 5      |
| Totale Manchester City   | Totale Manchester City   | Totale Manchester City   | 219        | 45         |                 | 24+22           | 6+0             |                    | 72                 | 12                 |             | 5           | 2           | 342    | 65     |
| Totale carriera          | Totale carriera          | Totale carriera          | 411+2      | 67+1       |                 | 71              | 9               |                    | 112                | 14                 |             | 10          | 3           | 605    | 94     |

### Cronologia presenze e reti in nazionale
| Cronologia completa delle presenze e delle reti in nazionale ― Germania | Cronologia completa delle presenze e delle reti in nazionale ― Germania | Cronologia completa delle presenze e delle reti in nazionale ― Germania | Cronologia completa delle presenze e delle reti in nazionale ― Germania | Cronologia completa delle presenze e delle reti in nazionale ― Germania | Cronologia completa delle presenze e delle reti in nazionale ― Germania | Cronologia completa delle presenze e delle reti in nazionale ― Germania | Cronologia completa delle presenze e delle reti in nazionale ― Germania |
| Data                                                                    | Città                                                                   | In casa                                                                 | Risultato                                                               | Ospiti                                                                  | Competizione                                                            | Reti                                                                    | Note                                                                    |
| ----------------------------------------------------------------------- | ----------------------------------------------------------------------- | ----------------------------------------------------------------------- | ----------------------------------------------------------------------- | ----------------------------------------------------------------------- | ----------------------------------------------------------------------- | ----------------------------------------------------------------------- | ----------------------------------------------------------------------- |
| 11-10-2011                                                              | Düsseldorf                                                              | Germania                                                                | 3 – 1                                                                   | Belgio                                                                  | Amichevole                                                              | -                                                                       | 84’                                                                     |
| 26-5-2012                                                               | Basilea                                                                 | Svizzera                                                                | 5 – 3                                                                   | Germania                                                                | Amichevole                                                              | -                                                                       | 46’                                                                     |
| 15-8-2012                                                               | Francoforte sul Meno                                                    | Germania                                                                | 1 – 3                                                                   | Argentina                                                               | Amichevole                                                              | -                                                                       | 69’                                                                     |
| 14-11-2012                                                              | Amsterdam                                                               | Paesi Bassi                                                             | 0 – 0                                                                   | Germania                                                                | Amichevole                                                              | -                                                                       |                                                                         |
| 6-2-2013                                                                | Saint-Denis                                                             | Francia                                                                 | 1 – 2                                                                   | Germania                                                                | Amichevole                                                              | -                                                                       |                                                                         |
| 22-3-2013                                                               | Astana                                                                  | Kazakistan                                                              | 0 – 3                                                                   | Germania                                                                | Qual. Mondiali 2014                                                     | -                                                                       | 82’                                                                     |
| 26-3-2013                                                               | Norimberga                                                              | Germania                                                                | 4 – 1                                                                   | Kazakistan                                                              | Qual. Mondiali 2014                                                     | 1                                                                       |                                                                         |
| 14-8-2013                                                               | Kaiserslautern                                                          | Germania                                                                | 3 – 3                                                                   | Paraguay                                                                | Amichevole                                                              | 1                                                                       | 27’                                                                     |
| 25-3-2015                                                               | Kaiserslautern                                                          | Germania                                                                | 2 – 2                                                                   | Australia                                                               | Amichevole                                                              | -                                                                       |                                                                         |
| 10-6-2015                                                               | Colonia                                                                 | Germania                                                                | 1 – 2                                                                   | Stati Uniti                                                             | Amichevole                                                              | -                                                                       | 60’                                                                     |
| 13-6-2015                                                               | Faro                                                                    | Gibilterra                                                              | 0 – 7                                                                   | Germania                                                                | Qual. Euro 2016                                                         | 1                                                                       | 67’                                                                     |
| 4-9-2015                                                                | Francoforte sul Meno                                                    | Germania                                                                | 3 – 1                                                                   | Polonia                                                                 | Qual. Euro 2016                                                         | -                                                                       | 53’                                                                     |
| 7-9-2015                                                                | Glasgow                                                                 | Scozia                                                                  | 2 – 3                                                                   | Germania                                                                | Qual. Euro 2016                                                         | 1                                                                       |                                                                         |
| 8-10-2015                                                               | Dublino                                                                 | Irlanda                                                                 | 1 – 0                                                                   | Germania                                                                | Qual. Euro 2016                                                         | -                                                                       | 85’                                                                     |
| 11-10-2015                                                              | Lipsia                                                                  | Germania                                                                | 2 – 1                                                                   | Georgia                                                                 | Qual. Euro 2016                                                         | -                                                                       |                                                                         |
| 13-11-2015                                                              | Saint-Denis                                                             | Francia                                                                 | 2 – 0                                                                   | Germania                                                                | Amichevole                                                              | -                                                                       | 61’                                                                     |
| 8-10-2016                                                               | Amburgo                                                                 | Germania                                                                | 3 – 0                                                                   | Rep. Ceca                                                               | Qual. Mondiali 2018                                                     | -                                                                       | 76’                                                                     |
| 11-10-2016                                                              | Hannover                                                                | Germania                                                                | 2 – 0                                                                   | Irlanda del Nord                                                        | Qual. Mondiali 2018                                                     | -                                                                       | 46’                                                                     |
| 11-11-2016                                                              | Serravalle                                                              | San Marino                                                              | 0 – 8                                                                   | Germania                                                                | Qual. Mondiali 2018                                                     | -                                                                       |                                                                         |
| 15-11-2016                                                              | Milano                                                                  | Italia                                                                  | 0 – 0                                                                   | Germania                                                                | Amichevole                                                              | -                                                                       | 84’                                                                     |
| 10-11-2017                                                              | Londra                                                                  | Inghilterra                                                             | 0 – 0                                                                   | Germania                                                                | Amichevole                                                              | -                                                                       | 86’                                                                     |
| 14-11-2017                                                              | Colonia                                                                 | Germania                                                                | 2 – 2                                                                   | Francia                                                                 | Amichevole                                                              | -                                                                       | 65’                                                                     |
| 23-3-2018                                                               | Düsseldorf                                                              | Germania                                                                | 1 – 1                                                                   | Spagna                                                                  | Amichevole                                                              | -                                                                       | 63’                                                                     |
| 27-3-2018                                                               | Berlino                                                                 | Germania                                                                | 0 – 1                                                                   | Brasile                                                                 | Amichevole                                                              | -                                                                       | 81’                                                                     |
| 2-6-2018                                                                | Klagenfurt am Wörthersee                                                | Austria                                                                 | 2 – 1                                                                   | Germania                                                                | Amichevole                                                              | -                                                                       | 57’                                                                     |
| 8-6-2018                                                                | Leverkusen                                                              | Germania                                                                | 2 – 1                                                                   | Arabia Saudita                                                          | Amichevole                                                              | -                                                                       | 57’                                                                     |
| 23-6-2018                                                               | Soči                                                                    | Germania                                                                | 2 – 1                                                                   | Svezia                                                                  | Mondiali 2018 - 1º turno                                                | -                                                                       | 31’                                                                     |
| 6-9-2018                                                                | Monaco di Baviera                                                       | Germania                                                                | 0 – 0                                                                   | Francia                                                                 | UEFA Nations League 2018-2019 - 1º turno                                | -                                                                       | 66’                                                                     |
| 9-9-2018                                                                | Sinsheim                                                                | Germania                                                                | 2 – 1                                                                   | Perù                                                                    | Amichevole                                                              | -                                                                       | 84’                                                                     |
| 20-3-2019                                                               | Wolfsburg                                                               | Germania                                                                | 1 – 1                                                                   | Serbia                                                                  | Amichevole                                                              | -                                                                       |                                                                         |
| 24-3-2019                                                               | Amsterdam                                                               | Paesi Bassi                                                             | 2 – 3                                                                   | Germania                                                                | Qual. Euro 2020                                                         | -                                                                       | 70’                                                                     |
| 8-6-2019                                                                | Barysaŭ                                                                 | Bielorussia                                                             | 0 – 2                                                                   | Germania                                                                | Qual. Euro 2020                                                         | -                                                                       | 81’                                                                     |
| 11-6-2019                                                               | Magonza                                                                 | Germania                                                                | 8 – 0                                                                   | Estonia                                                                 | Qual. Euro 2020                                                         | 1                                                                       | 53’                                                                     |
| 6-9-2019                                                                | Amburgo                                                                 | Germania                                                                | 2 – 4                                                                   | Paesi Bassi                                                             | Qual. Euro 2020                                                         | -                                                                       | 61’                                                                     |
| 13-10-2019                                                              | Tallinn                                                                 | Estonia                                                                 | 0 – 3                                                                   | Germania                                                                | Qual. Euro 2020                                                         | 2                                                                       |                                                                         |
| 16-11-2019                                                              | Mönchengladbach                                                         | Germania                                                                | 4 – 0                                                                   | Bielorussia                                                             | Qual. Euro 2020                                                         | -                                                                       |                                                                         |
| 19-11-2019                                                              | Francoforte sul Meno                                                    | Germania                                                                | 6 – 1                                                                   | Irlanda del Nord                                                        | Qual. Euro 2020                                                         | -                                                                       |                                                                         |
| 3-9-2020                                                                | Stoccarda                                                               | Germania                                                                | 1 – 1                                                                   | Spagna                                                                  | UEFA Nations League 2020-2021 - 1º turno                                | -                                                                       | 74’                                                                     |
| 6-9-2020                                                                | Basilea                                                                 | Svizzera                                                                | 1 – 1                                                                   | Germania                                                                | UEFA Nations League 2020-2021 - 1º turno                                | 1                                                                       |                                                                         |
| 11-11-2020                                                              | Berlino                                                                 | Germania                                                                | 1 – 0                                                                   | Rep. Ceca                                                               | Amichevole                                                              | -                                                                       | cap. 46’                                                                |
| 14-11-2020                                                              | Lipsia                                                                  | Germania                                                                | 3 – 1                                                                   | Ucraina                                                                 | UEFA Nations League 2020-2021 - 1º turno                                | -                                                                       |                                                                         |
| 17-11-2020                                                              | Siviglia                                                                | Spagna                                                                  | 6 – 0                                                                   | Germania                                                                | UEFA Nations League 2020-2021 - 1º turno                                | -                                                                       |                                                                         |
| 25-3-2021                                                               | Duisburg                                                                | Germania                                                                | 3 – 0                                                                   | Islanda                                                                 | Qual. Mondiali 2022                                                     | 1                                                                       |                                                                         |
| 28-3-2021                                                               | Bucarest                                                                | Romania                                                                 | 0 – 1                                                                   | Germania                                                                | Qual. Mondiali 2022                                                     | -                                                                       |                                                                         |
| 31-3-2021                                                               | Duisburg                                                                | Germania                                                                | 1 – 2                                                                   | Macedonia del Nord                                                      | Qual. Mondiali 2022                                                     | 1                                                                       | cap.                                                                    |
| 7-6-2021                                                                | Düsseldorf                                                              | Germania                                                                | 7 – 1                                                                   | Lettonia                                                                | Amichevole                                                              | 1                                                                       | 35’ 61’                                                                 |
| 15-6-2021                                                               | Monaco di Baviera                                                       | Francia                                                                 | 1 – 0                                                                   | Germania                                                                | Euro 2020 - 1º turno                                                    | -                                                                       |                                                                         |
| 19-6-2021                                                               | Monaco di Baviera                                                       | Portogallo                                                              | 2 – 4                                                                   | Germania                                                                | Euro 2020 - 1º turno                                                    | -                                                                       | 73’                                                                     |
| 23-6-2021                                                               | Monaco di Baviera                                                       | Germania                                                                | 2 – 2                                                                   | Ungheria                                                                | Euro 2020 - 1º turno                                                    | -                                                                       | 29’ 58’                                                                 |
| 2-9-2021                                                                | San Gallo                                                               | Liechtenstein                                                           | 0 – 2                                                                   | Germania                                                                | Qual. Mondiali 2022                                                     | -                                                                       | 73’                                                                     |
| 5-9-2021                                                                | Stoccarda                                                               | Germania                                                                | 6 – 0                                                                   | Armenia                                                                 | Qual. Mondiali 2022                                                     | -                                                                       | 61’                                                                     |
| 8-9-2021                                                                | Reykjavík                                                               | Islanda                                                                 | 0 – 4                                                                   | Germania                                                                | Qual. Mondiali 2022                                                     | -                                                                       |                                                                         |
| 11-11-2021                                                              | Wolfsburg                                                               | Germania                                                                | 9 – 0                                                                   | Liechtenstein                                                           | Qual. Mondiali 2022                                                     | 1                                                                       | 64’                                                                     |
| 14-11-2021                                                              | Erevan                                                                  | Armenia                                                                 | 1 – 4                                                                   | Germania                                                                | Qual. Mondiali 2022                                                     | 2                                                                       | 60’                                                                     |
| 26-3-2022                                                               | Sinsheim                                                                | Germania                                                                | 2 – 0                                                                   | Israele                                                                 | Amichevole                                                              | -                                                                       | cap. 46’                                                                |
| 29-3-2022                                                               | Amsterdam                                                               | Paesi Bassi                                                             | 1 – 1                                                                   | Germania                                                                | Amichevole                                                              | -                                                                       |                                                                         |
| 4-6-2022                                                                | Bologna                                                                 | Italia                                                                  | 1 – 1                                                                   | Germania                                                                | UEFA Nations League 2022-2023 - 1º turno                                | -                                                                       | 69’                                                                     |
| 7-6-2022                                                                | Monaco di Baviera                                                       | Germania                                                                | 1 – 1                                                                   | Inghilterra                                                             | UEFA Nations League 2022-2023 - 1º turno                                | -                                                                       | 83’                                                                     |
| 11-6-2022                                                               | Budapest                                                                | Ungheria                                                                | 1 – 1                                                                   | Germania                                                                | UEFA Nations League 2022-2023 - 1º turno                                | -                                                                       | 69’                                                                     |
| 14-6-2022                                                               | Mönchengladbach                                                         | Germania                                                                | 5 – 2                                                                   | Italia                                                                  | UEFA Nations League 2022-2023 - 1º turno                                | 1                                                                       | 88’                                                                     |
| 23-9-2022                                                               | Lipsia                                                                  | Germania                                                                | 0 – 1                                                                   | Ungheria                                                                | UEFA Nations League 2022-2023 - 1º turno                                | -                                                                       | 69’                                                                     |
| 26-9-2022                                                               | Londra                                                                  | Inghilterra                                                             | 3 – 3                                                                   | Germania                                                                | UEFA Nations League 2022-2023 - 1º turno                                | 1                                                                       |                                                                         |
| 16-11-2022                                                              | Mascate                                                                 | Oman                                                                    | 0 – 1                                                                   | Germania                                                                | Amichevole                                                              | -                                                                       | 65’                                                                     |
| 23-11-2022                                                              | Al Rayyan                                                               | Germania                                                                | 1 – 2                                                                   | Giappone                                                                | Mondiali 2022 - 1º turno                                                | 1                                                                       | 67’                                                                     |
| 27-11-2022                                                              | Al Khor                                                                 | Spagna                                                                  | 1 – 1                                                                   | Germania                                                                | Mondiali 2022 - 1º turno                                                | -                                                                       | 70’                                                                     |
| 1-12-2022                                                               | Al Khor                                                                 | Costa Rica                                                              | 2 – 4                                                                   | Germania                                                                | Mondiali 2022 - 1º turno                                                | -                                                                       | 55’                                                                     |
| 20-6-2023                                                               | Gelsenkirchen                                                           | Germania                                                                | 0 – 2                                                                   | Colombia                                                                | Amichevole                                                              | -                                                                       | cap. 79’                                                                |
| 9-9-2023                                                                | Wolfsburg                                                               | Germania                                                                | 1 – 4                                                                   | Giappone                                                                | Amichevole                                                              | -                                                                       | cap.                                                                    |
| 12-9-2023                                                               | Dortmund                                                                | Germania                                                                | 2 – 1                                                                   | Francia                                                                 | Amichevole                                                              | -                                                                       | cap. 25’                                                                |
| 14-10-2023                                                              | East Hartford                                                           | Stati Uniti                                                             | 1 – 3                                                                   | Germania                                                                | Amichevole                                                              | 1                                                                       | cap.                                                                    |
| 17-10-2023                                                              | Filadelfia                                                              | Messico                                                                 | 2 – 2                                                                   | Germania                                                                | Amichevole                                                              | -                                                                       | cap.                                                                    |
| 18-11-2023                                                              | Berlino                                                                 | Germania                                                                | 2 – 3                                                                   | Turchia                                                                 | Amichevole                                                              | -                                                                       | cap.                                                                    |
| 21-11-2023                                                              | Vienna                                                                  | Austria                                                                 | 2 – 0                                                                   | Germania                                                                | Amichevole                                                              | -                                                                       | cap. 61’                                                                |
| 23-3-2024                                                               | Lione                                                                   | Francia                                                                 | 0 – 2                                                                   | Germania                                                                | Amichevole                                                              | -                                                                       | cap. 72’                                                                |
| 26-3-2024                                                               | Francoforte sul Meno                                                    | Germania                                                                | 2 – 1                                                                   | Paesi Bassi                                                             | Amichevole                                                              | -                                                                       | cap. 59’                                                                |
| 3-6-2024                                                                | Norimberga                                                              | Germania                                                                | 0 – 0                                                                   | Ucraina                                                                 | Amichevole                                                              | -                                                                       | cap. 46’                                                                |
| 7-6-2024                                                                | Mönchengladbach                                                         | Germania                                                                | 2 – 1                                                                   | Grecia                                                                  | Amichevole                                                              | -                                                                       | cap. 46’                                                                |
| 14-6-2024                                                               | Monaco di Baviera                                                       | Germania                                                                | 5 – 1                                                                   | Scozia                                                                  | Euro 2024 - 1º turno                                                    | -                                                                       | cap.                                                                    |
| 19-6-2024                                                               | Stoccarda                                                               | Germania                                                                | 2 – 0                                                                   | Ungheria                                                                | Euro 2024 - 1º turno                                                    | 1                                                                       | cap. 84’                                                                |
| 23-6-2024                                                               | Francoforte sul Meno                                                    | Svizzera                                                                | 1 – 1                                                                   | Germania                                                                | Euro 2024 - 1º turno                                                    | -                                                                       | cap.                                                                    |
| 29-6-2024                                                               | Dortmund                                                                | Germania                                                                | 2 – 0                                                                   | Danimarca                                                               | Euro 2024 - Ottavi di finale                                            | -                                                                       | cap. 64’                                                                |
| 5-7-2024                                                                | Stoccarda                                                               | Spagna                                                                  | 2 – 1 dts                                                               | Germania                                                                | Euro 2024 - Quarti di finale                                            | -                                                                       | cap. 57’                                                                |
| Totale                                                                  |                                                                         | Presenze                                                                | 82                                                                      |                                                                         | Reti                                                                    | 19                                                                      |                                                                         |

## Palmarès

### Club

#### Competizioni nazionali
- Campionato tedesco: 1

Borussia Dortmund: 2011-2012
- Coppa di Germania: 1

Borussia Dortmund: 2011-2012
- Supercoppa di Germania: 2

Borussia Dortmund: 2013, 2014
- Coppa di Lega inglese: 4

Manchester City: 2017-2018, 2018-2019, 2019-2020, 2020-2021
- Campionato inglese: 5

Manchester City: 2017-2018, 2018-2019, 2020-2021, 2021-2022, 2022-2023
- Community Shield: 2

Manchester City: 2018, 2019
- Coppa d'Inghilterra: 2

Manchester City: 2018-2019, 2022-2023

#### Competizioni internazionali
- UEFA Champions League: 1

Manchester City: 2022-2023

### Individuale
- Squadra dell'anno PFA: 1

2020-2021
- ESM Team of the Year: 1

2020-2021
- Squadra della stagione della UEFA Champions League: 1

2020-2021